# Vladímir Shilovski
Vladímir Stepánovich Shilovski (Владимир Степанович Шиловский; 1852-24 de julio/5 de agosto de 1893), también conocido a partir de 1879 como el conde Vasíliev-Shilovski, fue un aristócrata ruso, artista, cantante, poeta y compositor aficionado, famoso por haber sido alumno (y quizá amante) del compositor Piotr Ilich Chaikovski.
Hijo del aristócrata Stepán Shilovski y de su mujer Mariya, Vladímir mostró desde muy pequeño grandes dotes para la música. Se matriculó con quince años en el Conservatorio de Moscú, donde tuvo como profesor de composición a Chaikovski, quien le tomó gran aprecio. Tras licenciarse en el conservatorio, Shilovski estrenó varias obras en teatros y salas de conciertos. Shilovski aseguraba haber contribuido a componer un entreacto de la ópera El opríchnik de Chaikovski.
En 1877 se casó con la aristócrata Anna Vasílieva y en 1879 recibió el título de conde Vasíliev-Shilovski.
Murió en 1893, tras una larga enfermedad.

## Shilovski y Chaikovski
Según Poznanski, biógrafo de Chaikovski, Shilovski era homosexual y mantuvo con Chaikovski un lazo afectivo que duró casi una década. Chaikovski frecuentó la casa de los Shilovski y mantuvo amistad con la madre de Vladímir y también con su hermano mayor Konstantín. En la década de 1870 Chaikovski veraneó frecuentemente en la casa de campo de los Shilovski en Usobo, en el óblast de Tambov, donde terminó de componer la fantasía La tempestad Op. 18 (1873), la ópera Vakula el herrero (1874) y la Sinfonía n.º 3 Op. 29 (1875).
En abril de 1877, Shilovski, se casó inesperadamente con Anna Vasílieva, hija del conde Alekséi Vasíliev. La boda de Shilovski dejó a Chaikovski en una tremenda soledad y pudo incitar al compositor a plantearse tomar también el camino del matrimonio. El compositor declaró su intención de casarse en una carta a su hermano Modest. A esto le siguió el desdichado matrimonio de Chaikovski con una de sus antiguas estudiantes de composición, Antonina Miliukova. El poco tiempo que duró con su mujer lo llevó a una crisis emocional, seguida de una estancia en Clarens (Suiza) para descansar y recuperarse. Chaikovski y Milukova permanecieron casados legalmente pero nunca volvieron a vivir juntos ni tuvieron ningún hijo.

## Obras de Chaikovski dedicadas a Shilovski
- 2 Morceaux, para piano (1871).
- Sinfonía n.º 3 en do mayor, Op. 29 (1875).

## Correspondencia con Chaikovski
Se conservan dieciséis de las cartas que Chaikovski envió a Vladímir Shilovski. Están datadas entre 1873 y 1893. Los manuscritos se conservan en distintas instituciones (el Teatro Museo Central Estatal A. A. Bakhrushin de Moscú, la Biblioteca Nacional Rusa en San Petersburgo y Museo Nacional Consorcio de Cultura Musical Glinka de Moscú). De las cartas de Shilovski a Chaikovski perduran solamente siete, datadas entre 1867 y 1893. Se conservan en el archivo de la Casa-museo de Chaikovski en Klin.